# Cortinarius odorifer
Cortinarius odorifer (Max Britzelmayr, 1885) din încrengătura Basidiomycota, în familia Cortinariaceae și de genul Cortinarius este o specie destul de frecventă de ciuperci comestibile care coabitează, fiind un simbiont micoriza (formează micorize pe rădăcinile arborilor). O denumire populară nu este cunoscută. În România, Basarabia și Bucovina de Nord trăiește pe sol umed, calcaros sau silicos, în păduri de conifere numai sub arbori maturi, cu predilecție sub  molizi, dar și pe lângă brazi argintii sau pini de munte. Apare de la deal la munte, niciodată în câmpie, din (iulie) august până târziu în noiembrie.

## Taxonomie

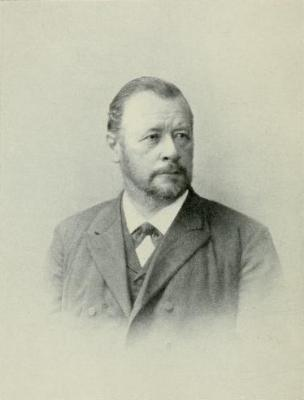
Britzelmayr

Numele binomial Cortinarius splendens a fost determinat de micologul bavarez (Max Britzelmayr în volumul 28 al jurnalului științific Berichte des Naturhistorischen Vereins Augsburg din 1885, fiind, de asemenea, numele curent valabil (2021).
Taxon obligatoriu este  Phlegmacium odorifer, creat de micologul austriac Meinhard Michael Moser în 1960, bazând pe descrierea lui Britzelmayr.
Trebuie menționat că, în 2022, micologii finlandezi Tuula Niskanen și Kare Liimatainen au propagat mutarea speciei la genul Calonarius, creat de ei, sub termenul Calonarius splendens. De asemenea, toți ceilalți taxoni sunt acceptați.
Epitetul specific este derivat din cuvântul latin (latină odorifer=a mirosi frumos), datorită mirosului intens de anason[ al ciupercii.

## Descriere

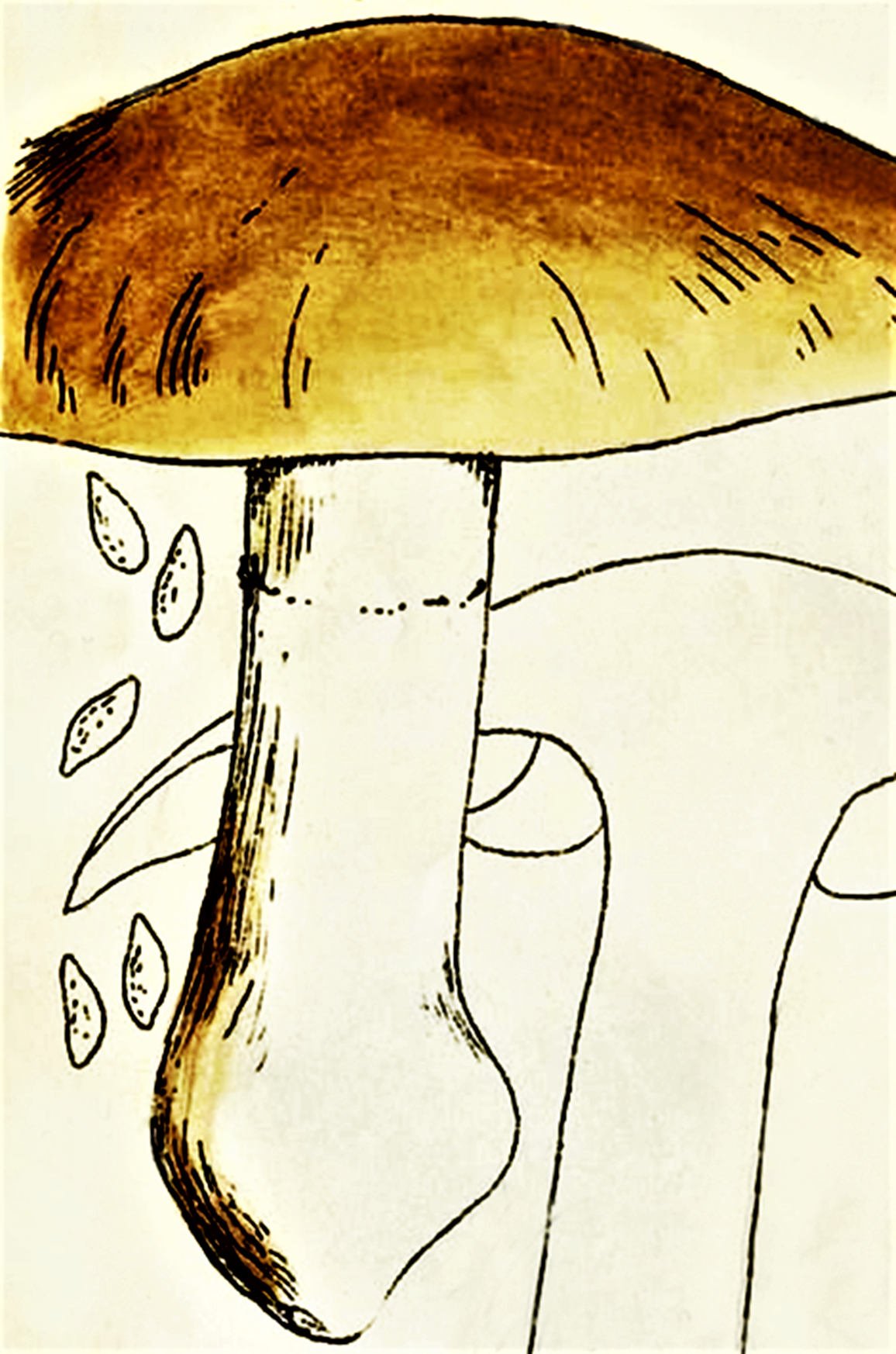
Britzelm.: Cortinarius odorifer

- Pălăria: cărnoasă, fermă și nehigrofană cu un diametru de 4-9 (12) cm este la început emisferică cu marginea nestriată, răsucită spre interior, apoi convexă, în sfârșit neregulat aplatizată și ondulată cu marginea nu rar răsucită în sus, fără cocoașă. Cuticula golașă care poate fi decojită este la ariditate uscată și lucioasă, dar devine la umezeală cleioasă, învelită de un mucilagiu gros și transparent. Coloritul variabil poate fi gri-verzui, arămiu, brun-roșiatic adesea cu nuanțe de roz sau violaceu și spre margine mai deschis, gălbui.
- Lamelele: sunt subțiri și aglomerate, intercalate cu o mulțime de lameluțe de lungime diferită, fiind atașate bombat la picior. Coloritul inițial galben până galben-verzui aproape strălucitor se decolorează cu maturizarea sporilor în ruginiu până brun-măsliniu. În tinerețe sunt acoperite de o cortină trecătoare deasă, deschis alb-gălbuie, formată din fibre foarte fine ca de păienjeniș, rest al vălului parțial. Muchiile, în tinerețe fierăstruite fin, devin mai târziu crestate grosolan.
- Piciorul: cărnos, robust și plin pe dinăuntru cu o lungime de 5-8 (10) cm și o grosime de 1-2 cm (spre bază până la 3,5 cm) este în mare parte cilindric, prezentând însă la bază un bulb bordurat arămiu, clar ieșit în afară și uneori destul de tăios cu un diametrul sus numit, suprafața fiind mai mult sau mai puțin uscată. Coloritul pe fundal palid gălbui până galben-verzui este tapițat cu fibre brune, longitudinale. Nu poartă un inel.
- Carnea: cărnoasă și fermă, de culoare gălbuie până palid galben-verzuie, în pălărie ceva mai deschisă, în bulb clar galbenă, nu se decolorează după tăiere. Mirosul este pronunțat, asemănător cu uleiul de anason, gustul fiind blând.[3][4]
- Caracteristici microscopice: are spori galben-maronii, în formă de migdale până la cea de lămâie, pe exterior cu veruci mari și distribuiți regulat, măsurând (8) 9,4-10,8 (11,9) x (5) 5,8-6,9 (9,8) microni. Pulberea lor este brun-ruginie până brun-măslinie. Basidiile sunt clavate cu 4 sterigme fiecare, având o dimensiune de 24-35 x 6-11 microni. Cheilocistidele (elemente sterile situate pe muchia lamelor) prezintă celule clavate sau filiforme de 13-24 x 2-4,5 microni mărime. Pileocistidele (elemente sterile de pe suprafața pălăriei) gelificate sunt formate din hife filamentoase, groase de 2-5 µm, fiind amestecate cu hifele vălului care sunt puternic încrustate cu o placă gălbuie, având o grosime de 1-5 µm. Prezintă cleme.[9]
- Reacții chimice: carnea se decolorează cu o soluție de baze (hidroxid de potasiu, Hidroxid de sodiu sau azot) viu roșu închis până la arămiu închis și cuticula negricios-purpuriu.[10]

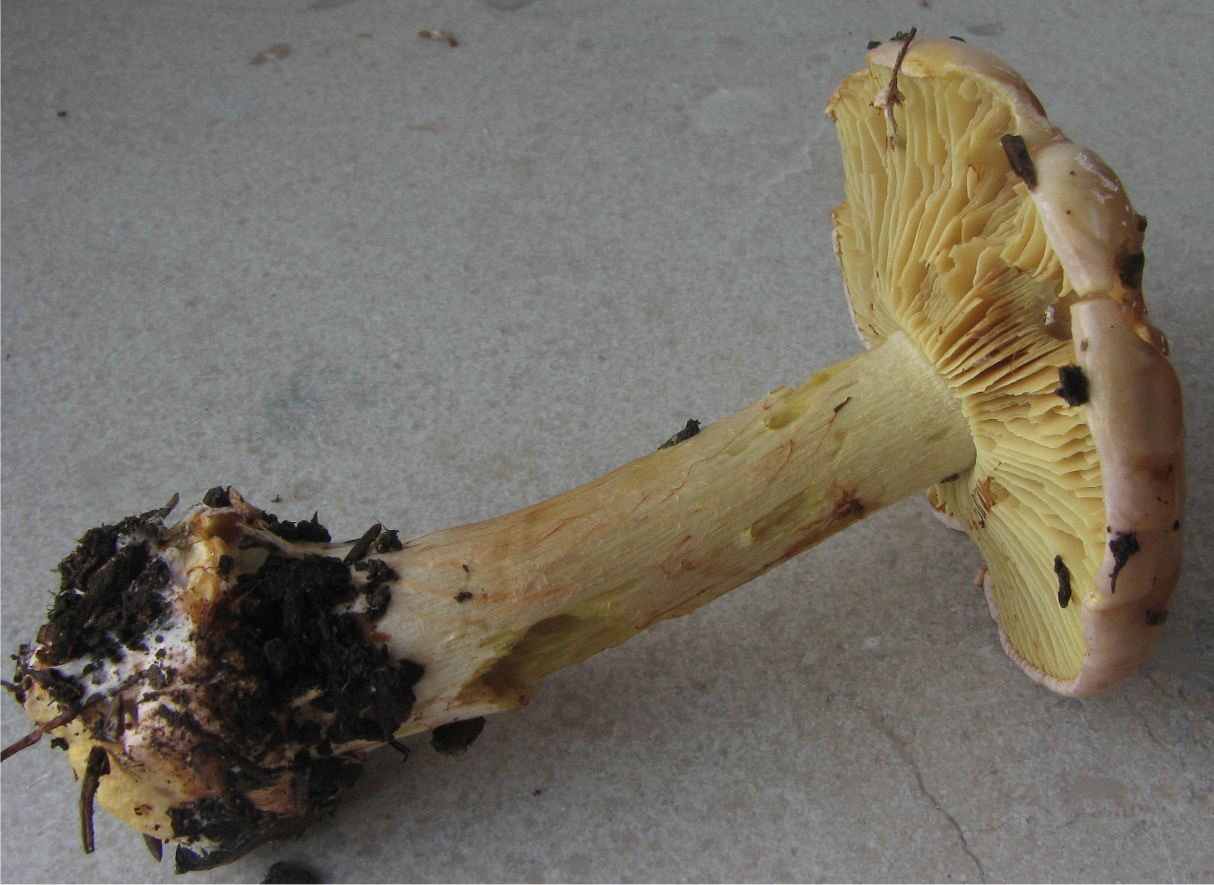
C. odorifer, aspect lateral cu bulb
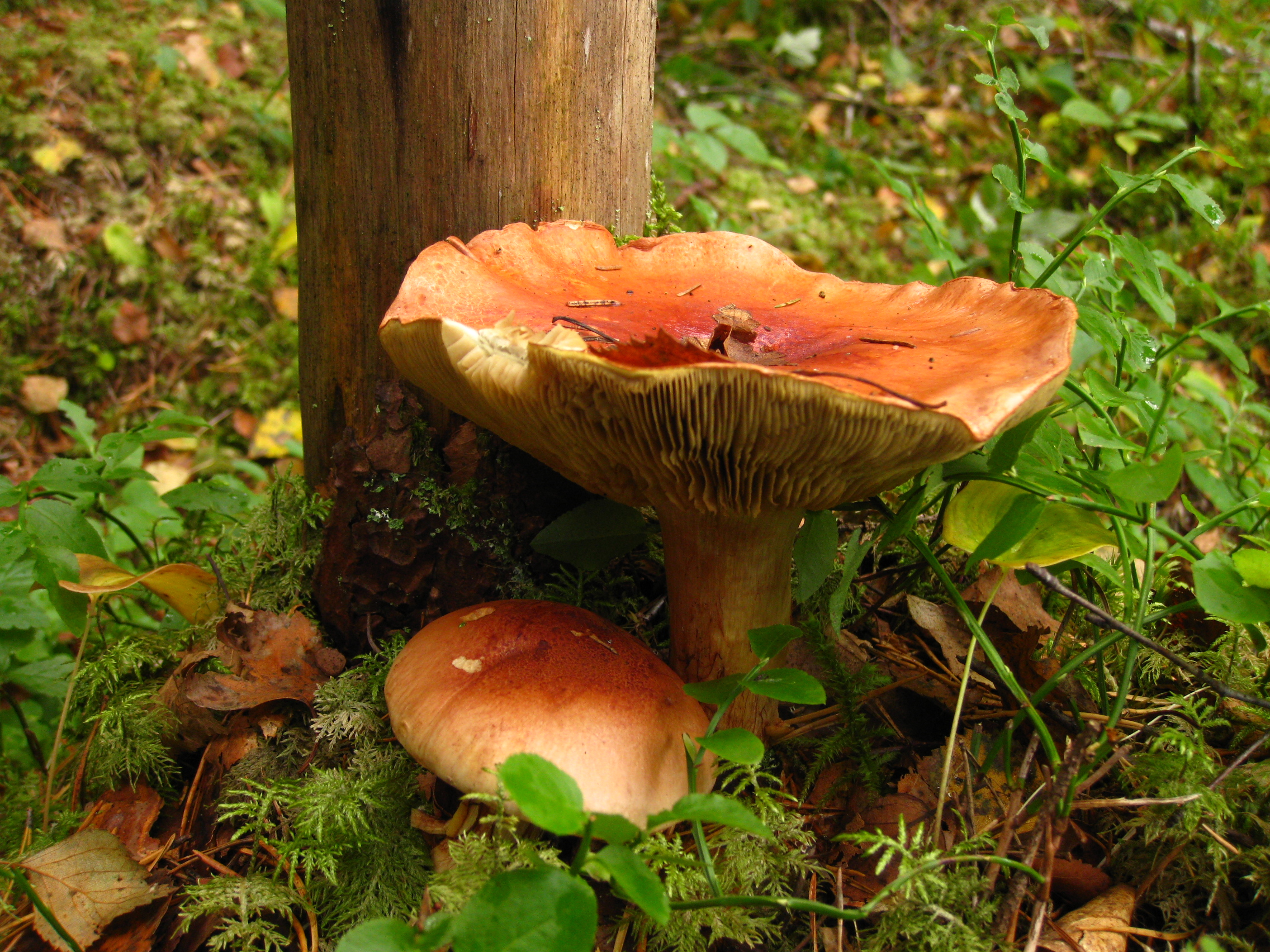
C. odorifer mai tânăr și mai bătrân

## Confuzii
Dacă nu se dă seama de mirosul tipic, Cortinarius odorifer poate fi confundat de exemplu cu Cortinarius allutus (comestibil), Cortinarius callochrous (necomestibil), Cortinarius claricolor (comestibil), Cortinarius elegantior (comestibil, carne slab gălbuie, în centrul piciorului ușor roșiatică, miros imperceptibil, gust blând), Cortinarius elegantissimus (otrăvitor), Cortinarius meinhardii sin. Cortinarius vitellinus (letal), Cortinarius multiformis (comestibil), Cortinarius mussivus sin. Cortinarius russeoides (necomestibil), Cortinarius olidus (necomestibil), Cortinarius percomis (comestibil), Cortinarius saginus sin. Cortinarius subvalidus (comestibil), Cortinarius saporatus (necomestibil, gust dulcișor de prăjitură) + imagini, Cortinarius scaurus (necomestibil) Cortinarius splendens (posibil letal, carne galbenă) Cortinarius talus (comestibil), Cortinarius triumphans sin. Cortinarius crocolitus (comestibil) sau Cortinarius turmalis (comestibil, miros ceva fistichiu ca de drojdie sau de lapte acru, gust blând).

## Specii asemănătoare în imagini

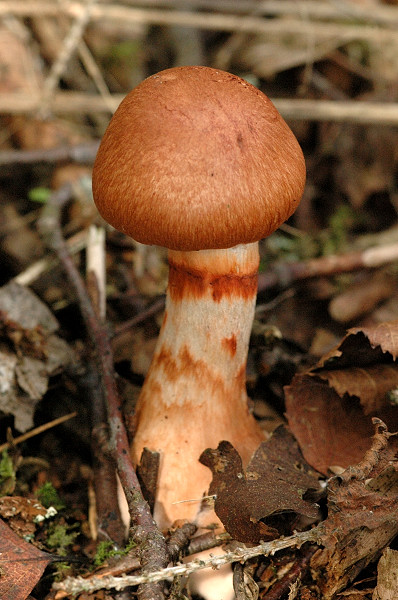
Cortinarius allutus
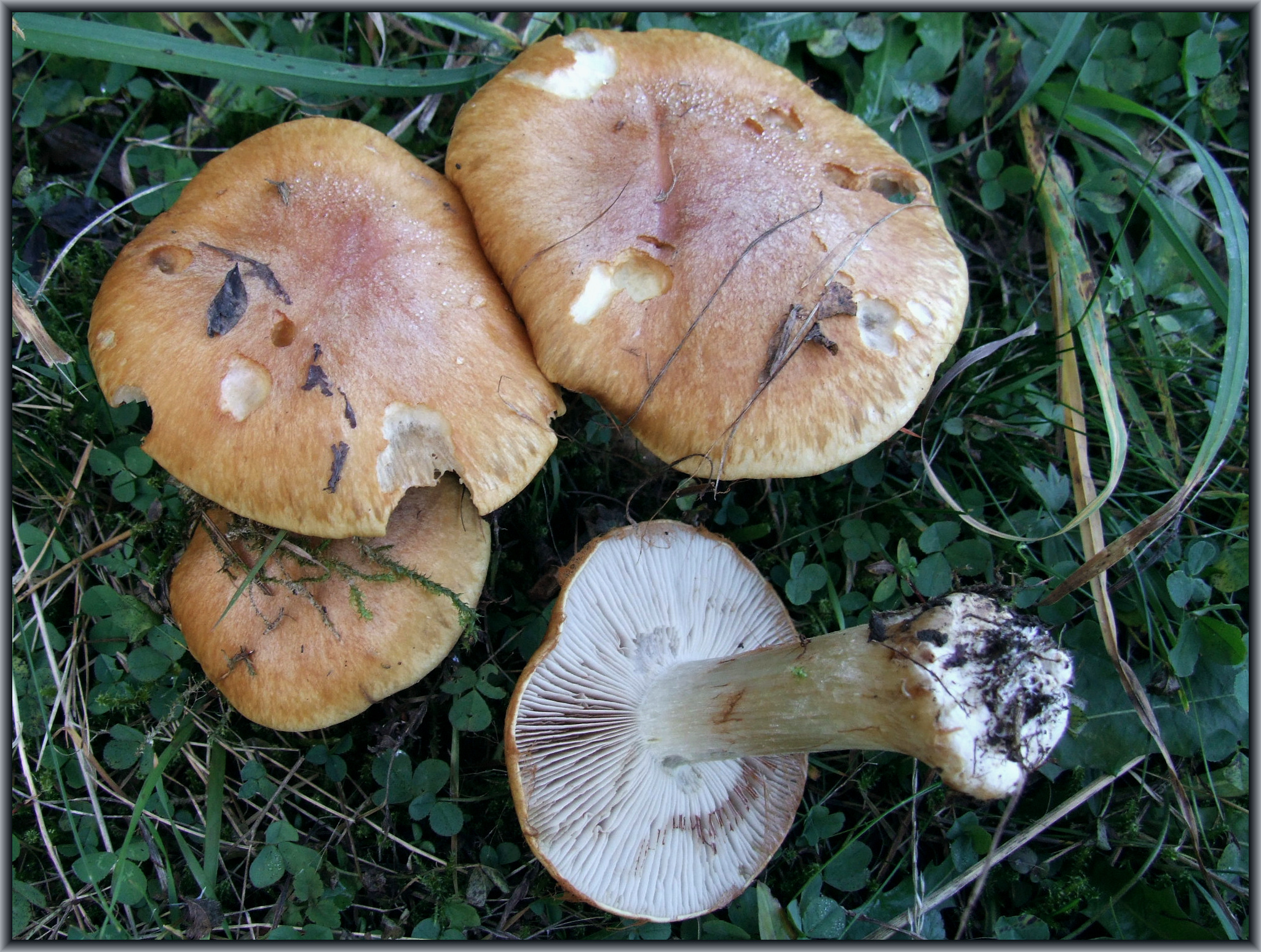
!Cortinarius calochrous!
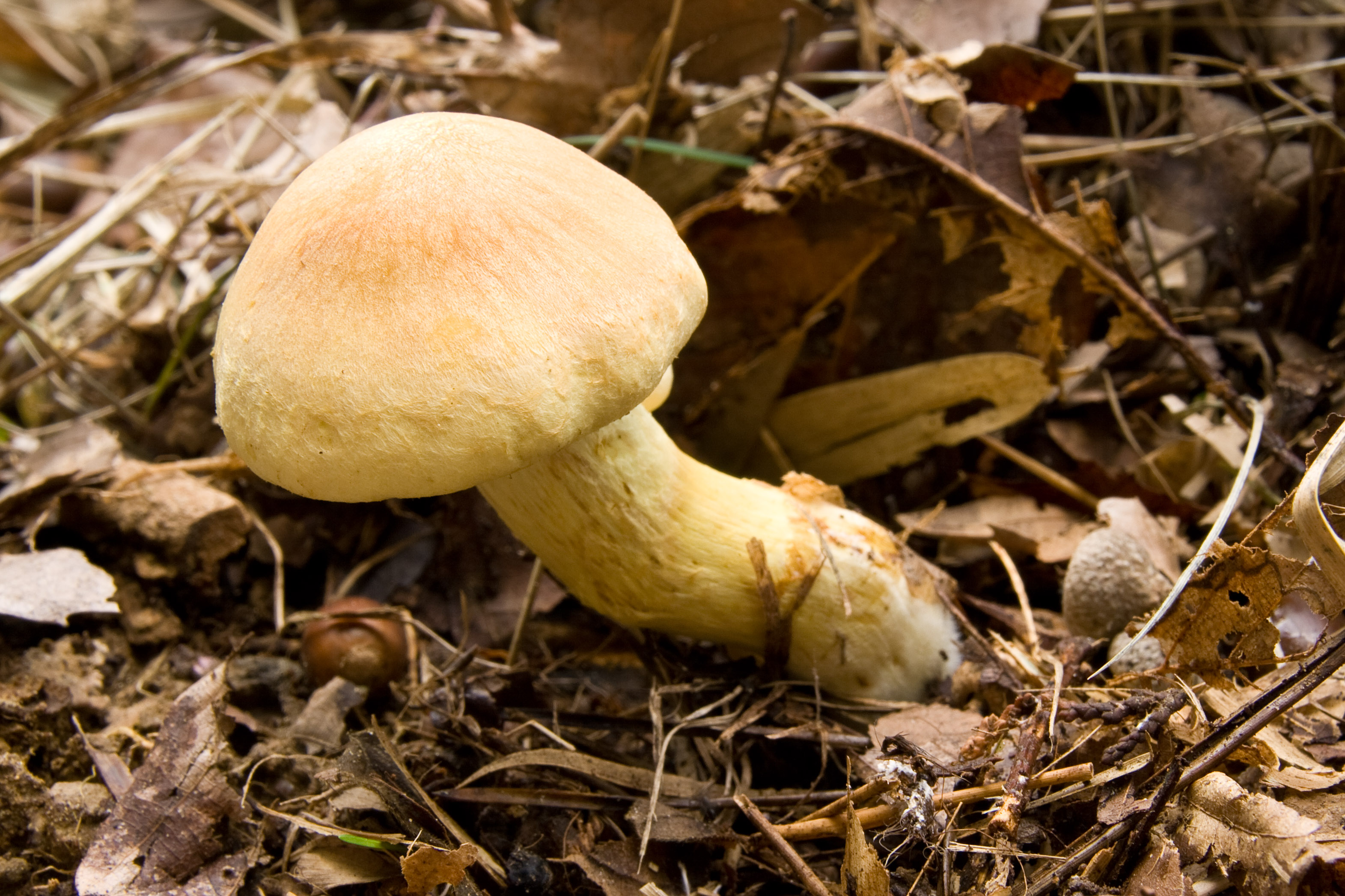
Cortinarius claricolor
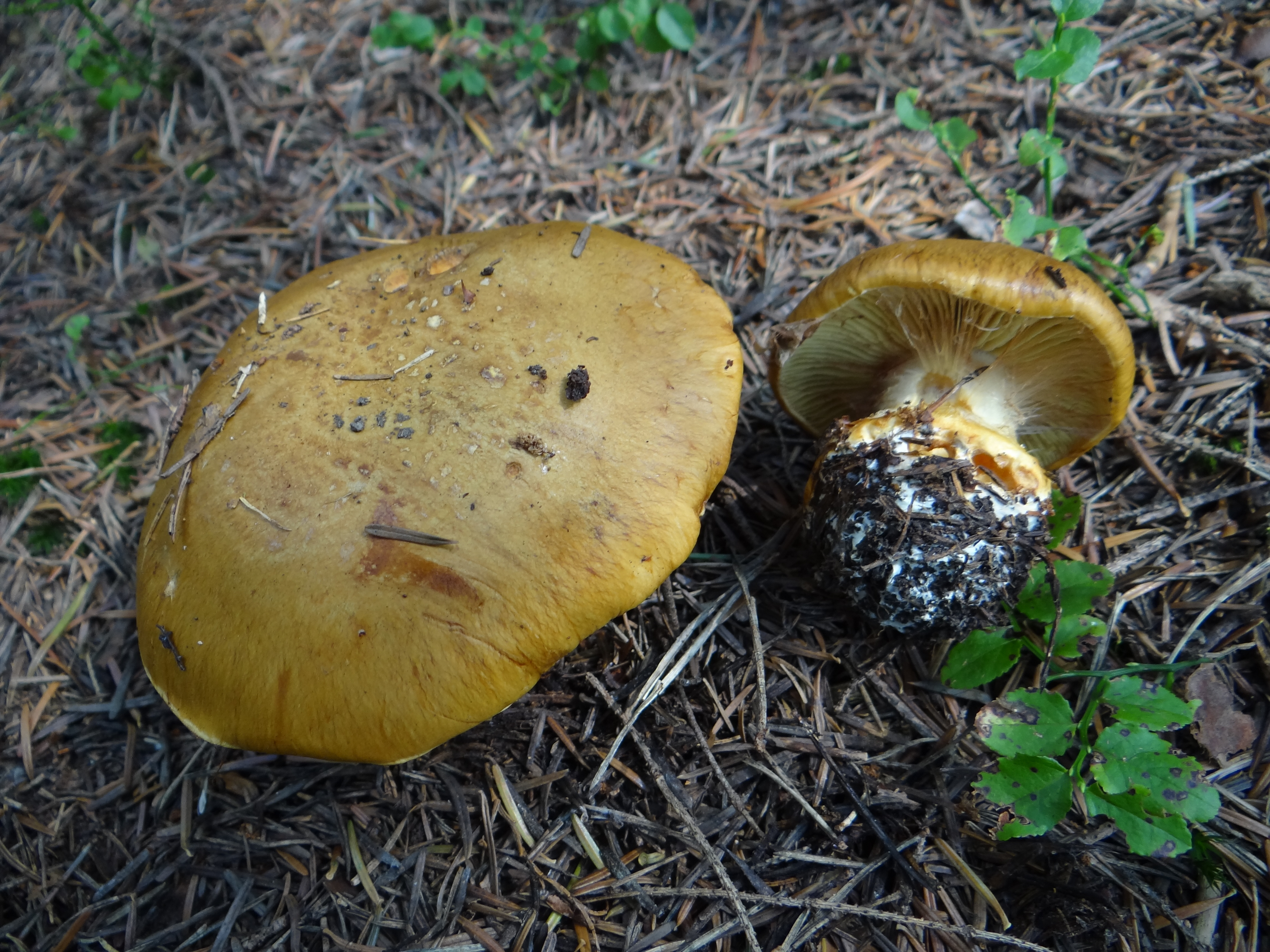
Cortinarius elegantior
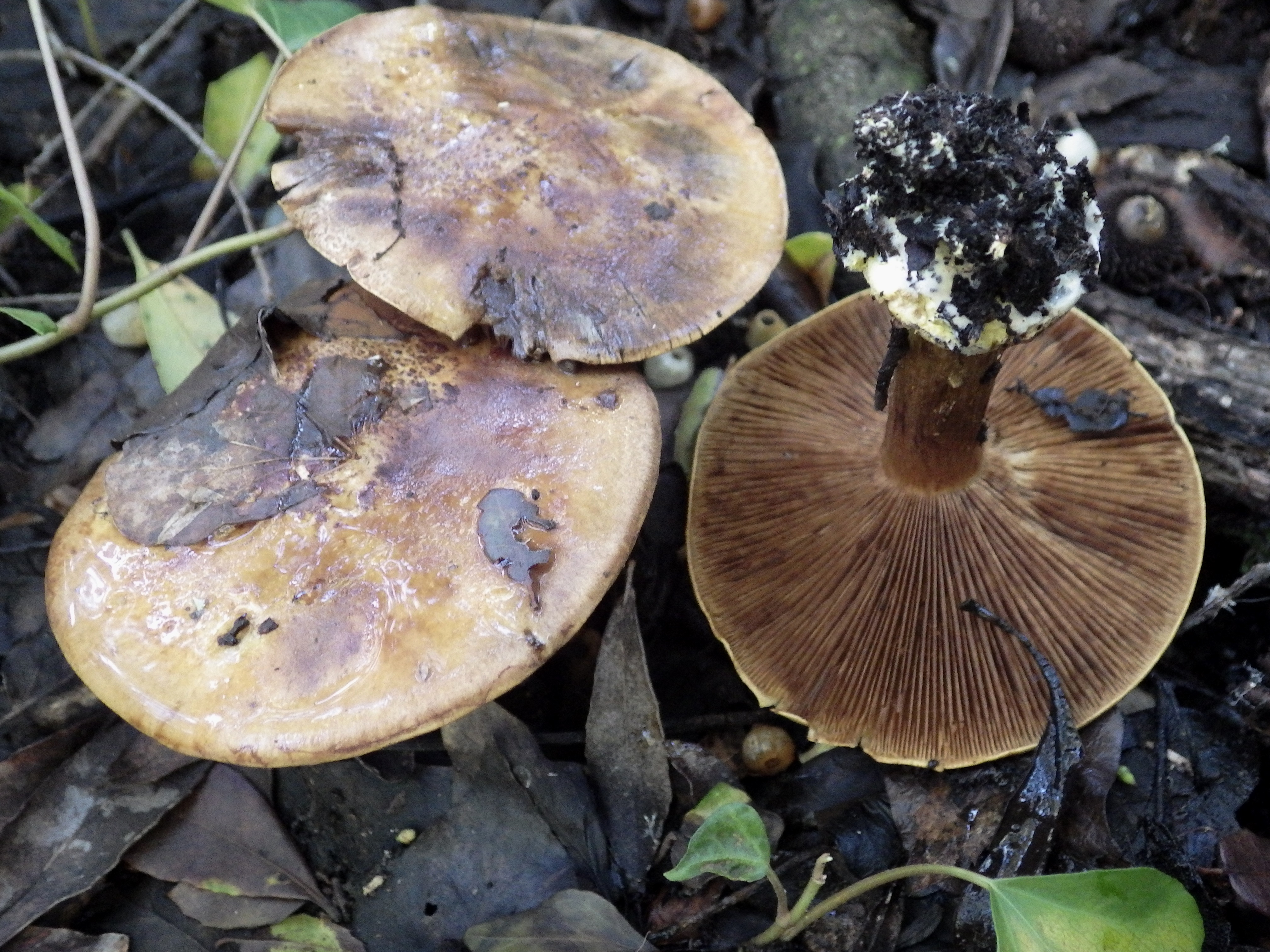
!!Cortinarius elegantissimus!!
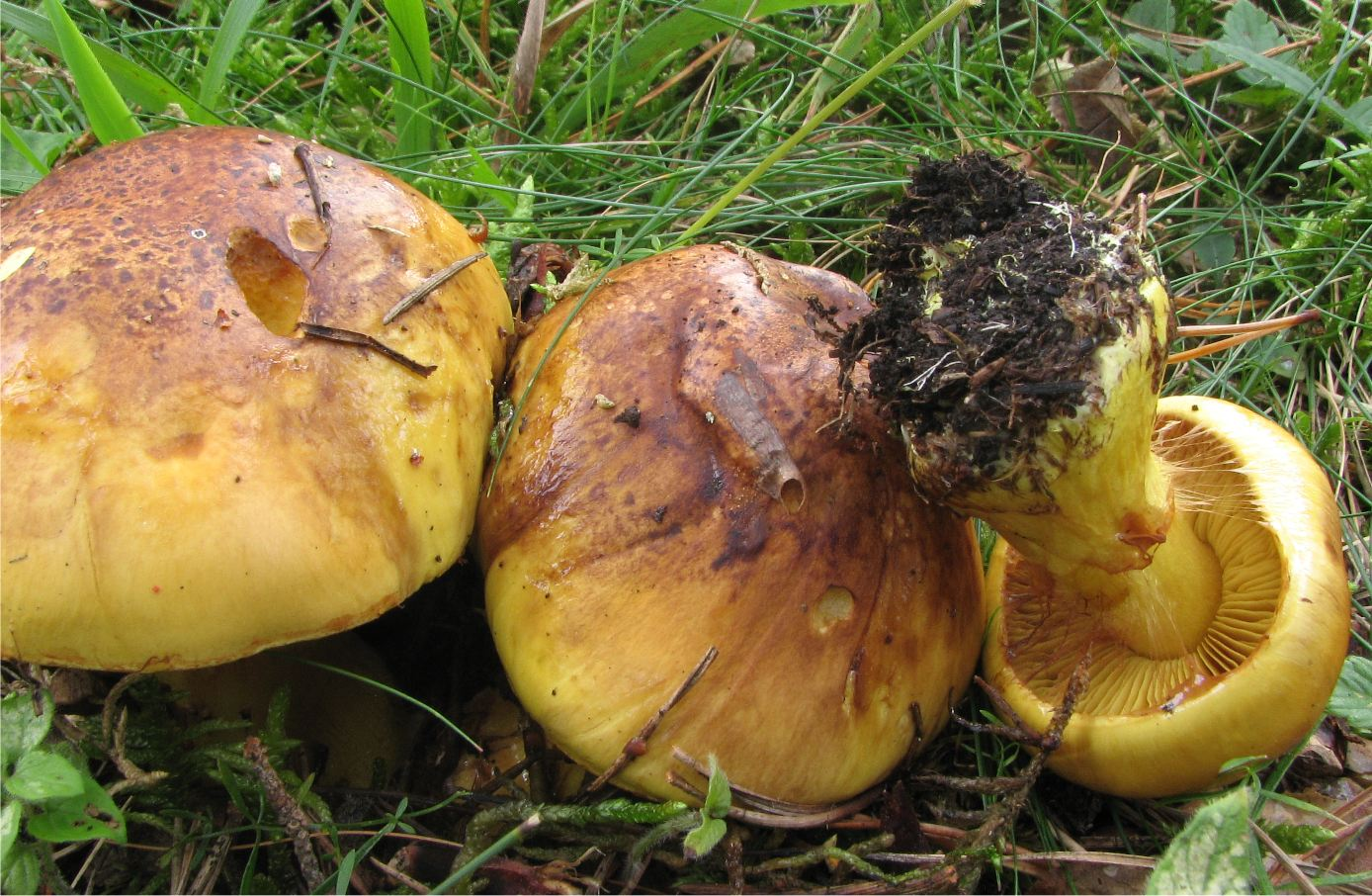
!!!Cortinarius meinhardii!!!

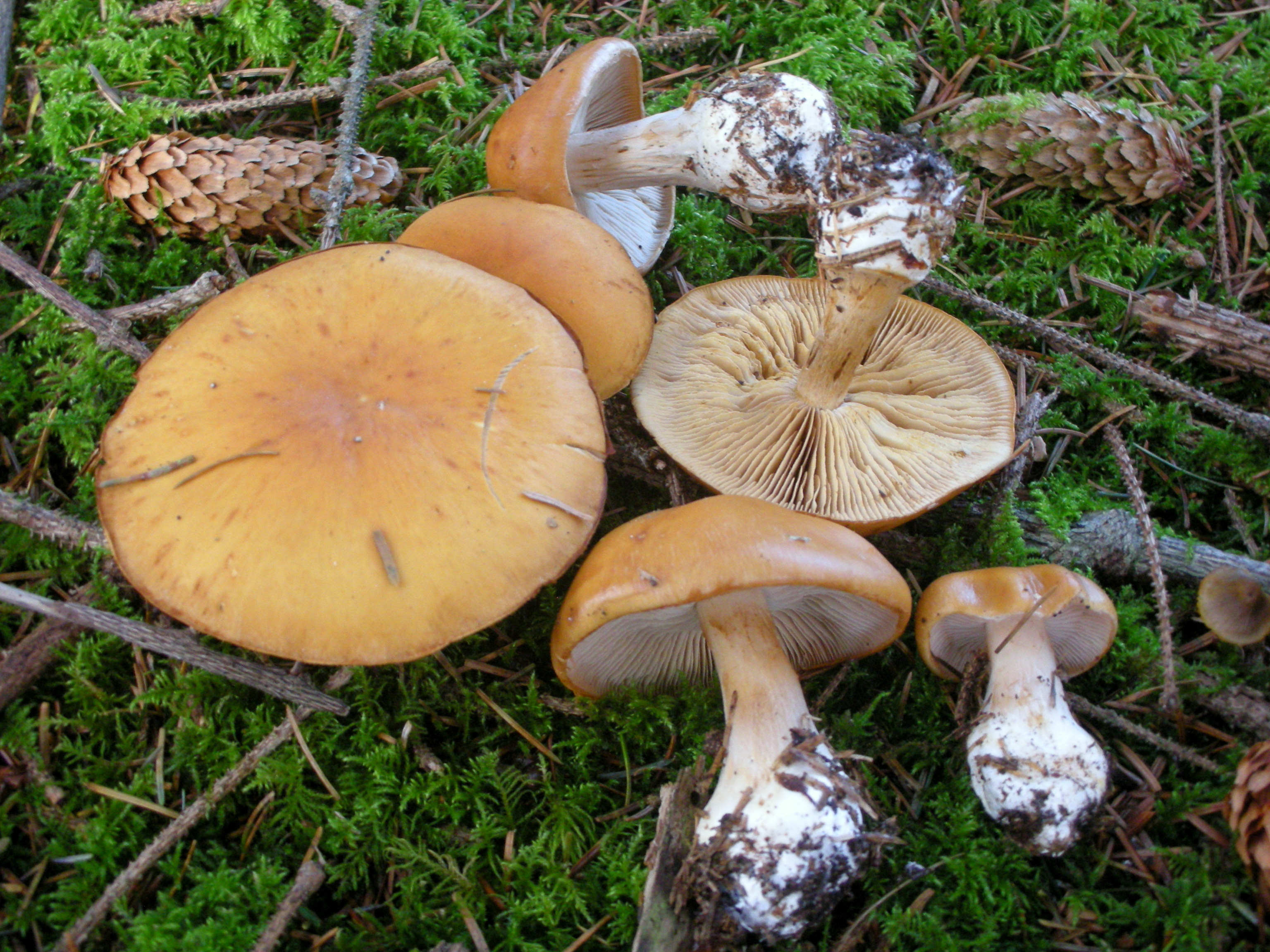
Cortinarius multiformis
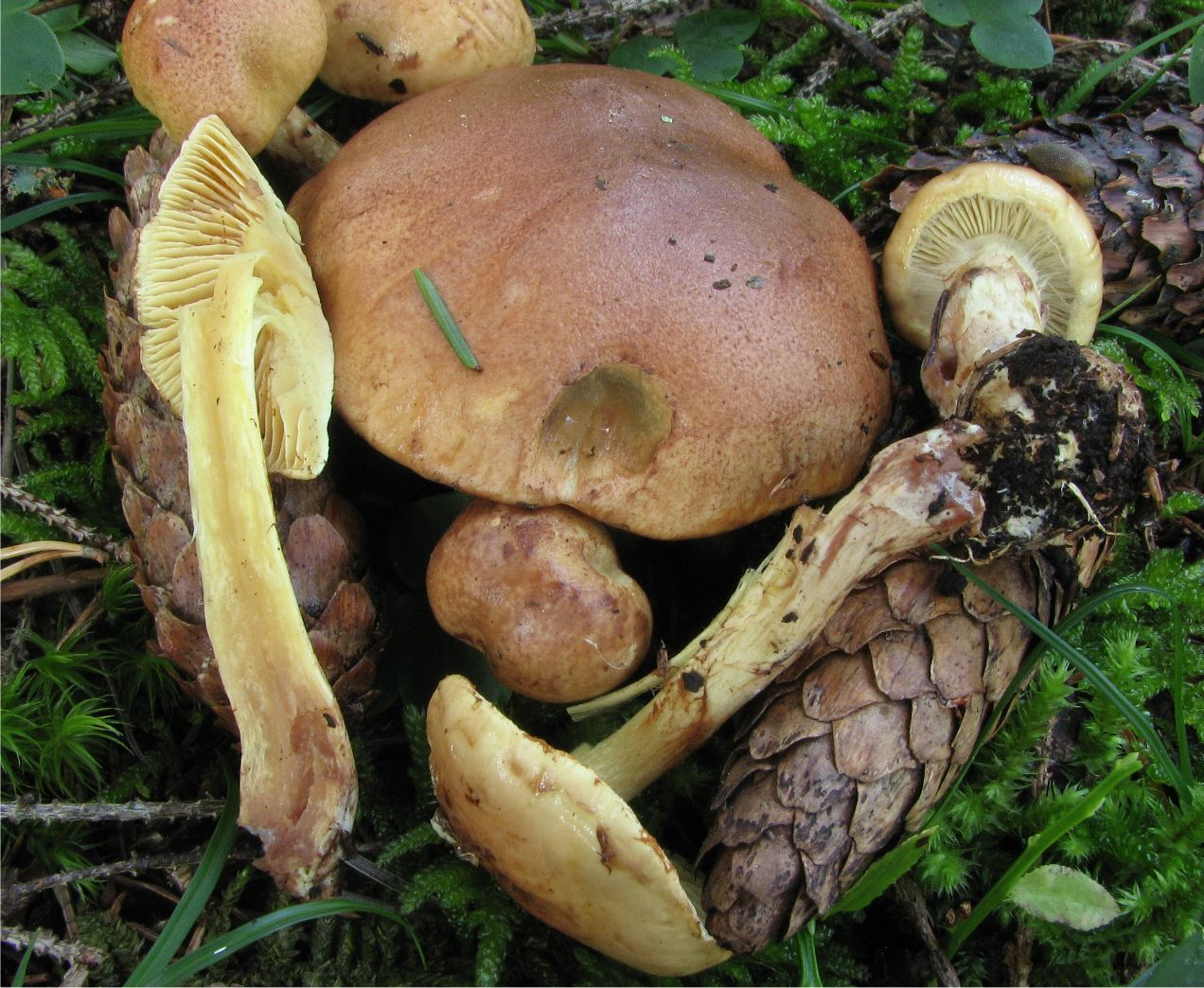
!Cortinarius mussivus!
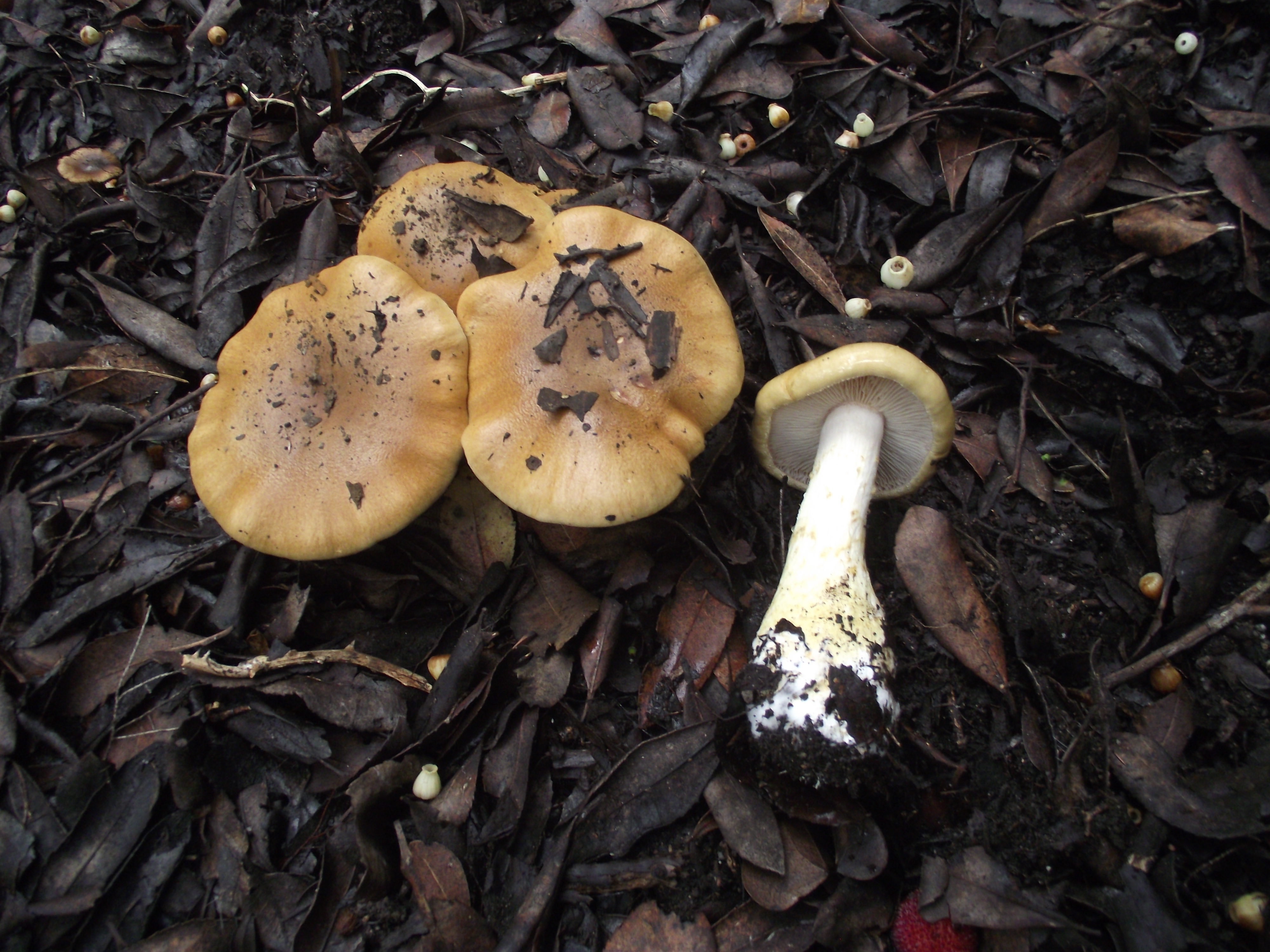
!Cortinarius olidus!
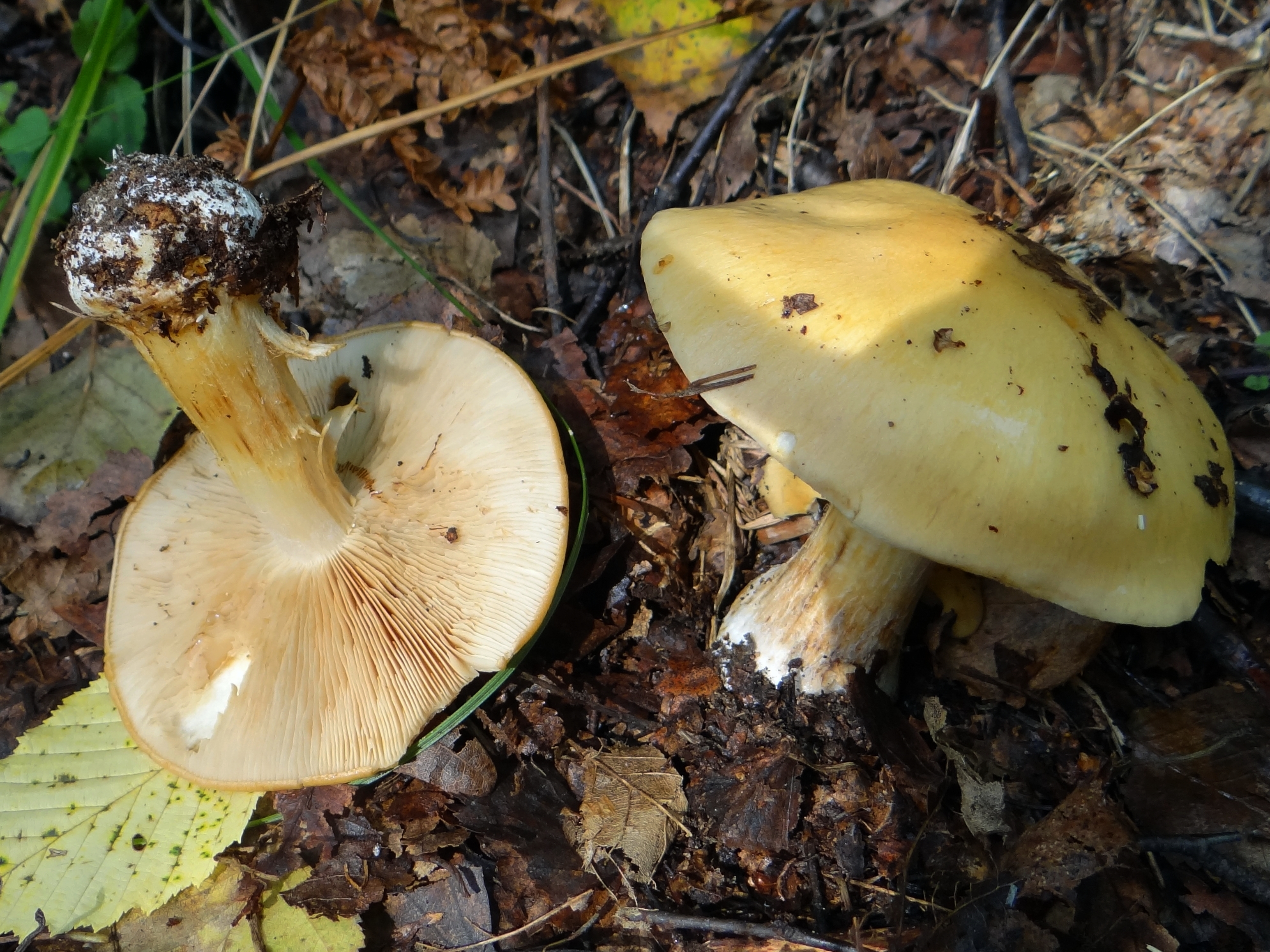
Cortinarius percomis
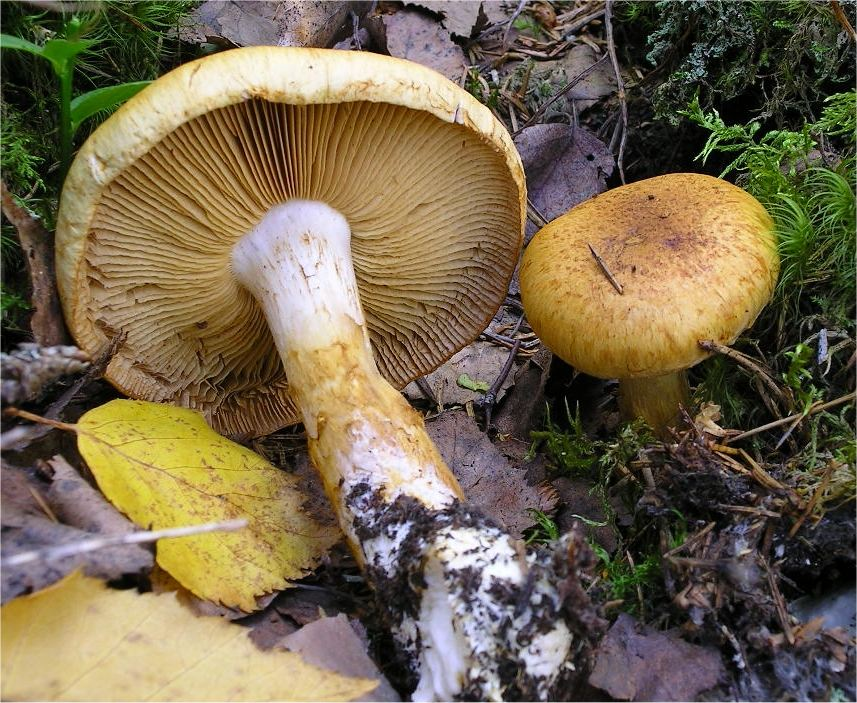
Cortinarius saginus
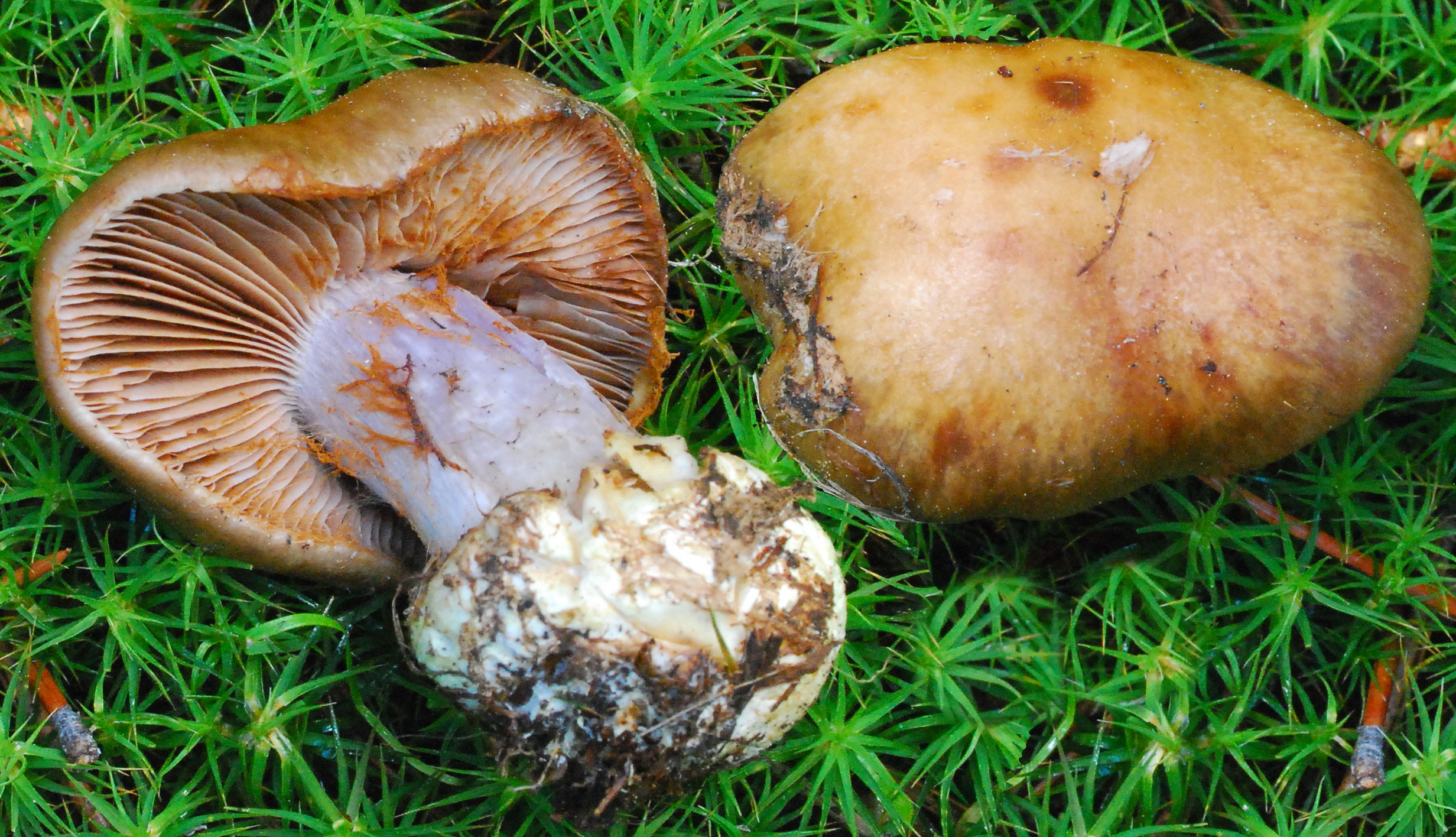
!Cortinarius scaurus!

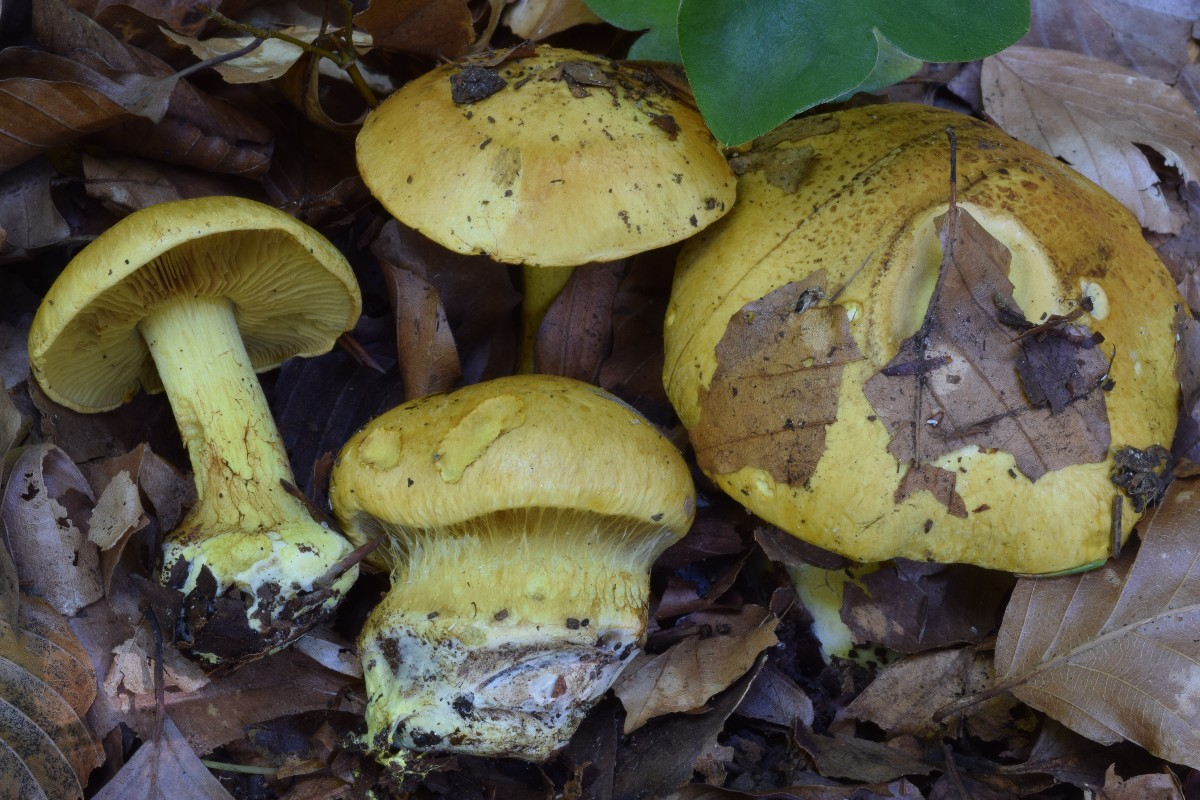
!!!Cortinarius splendens!!!
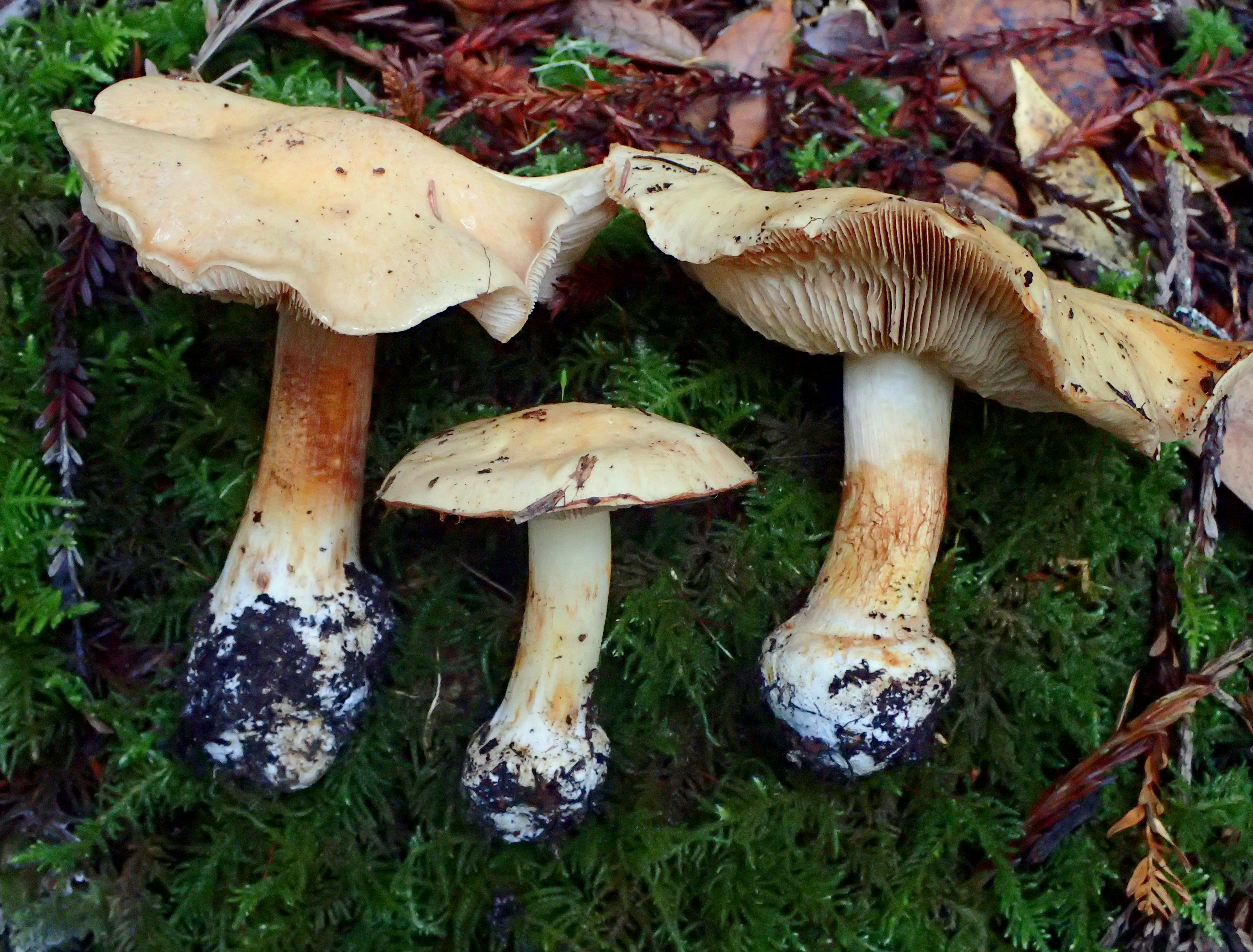
Cortinarius talus
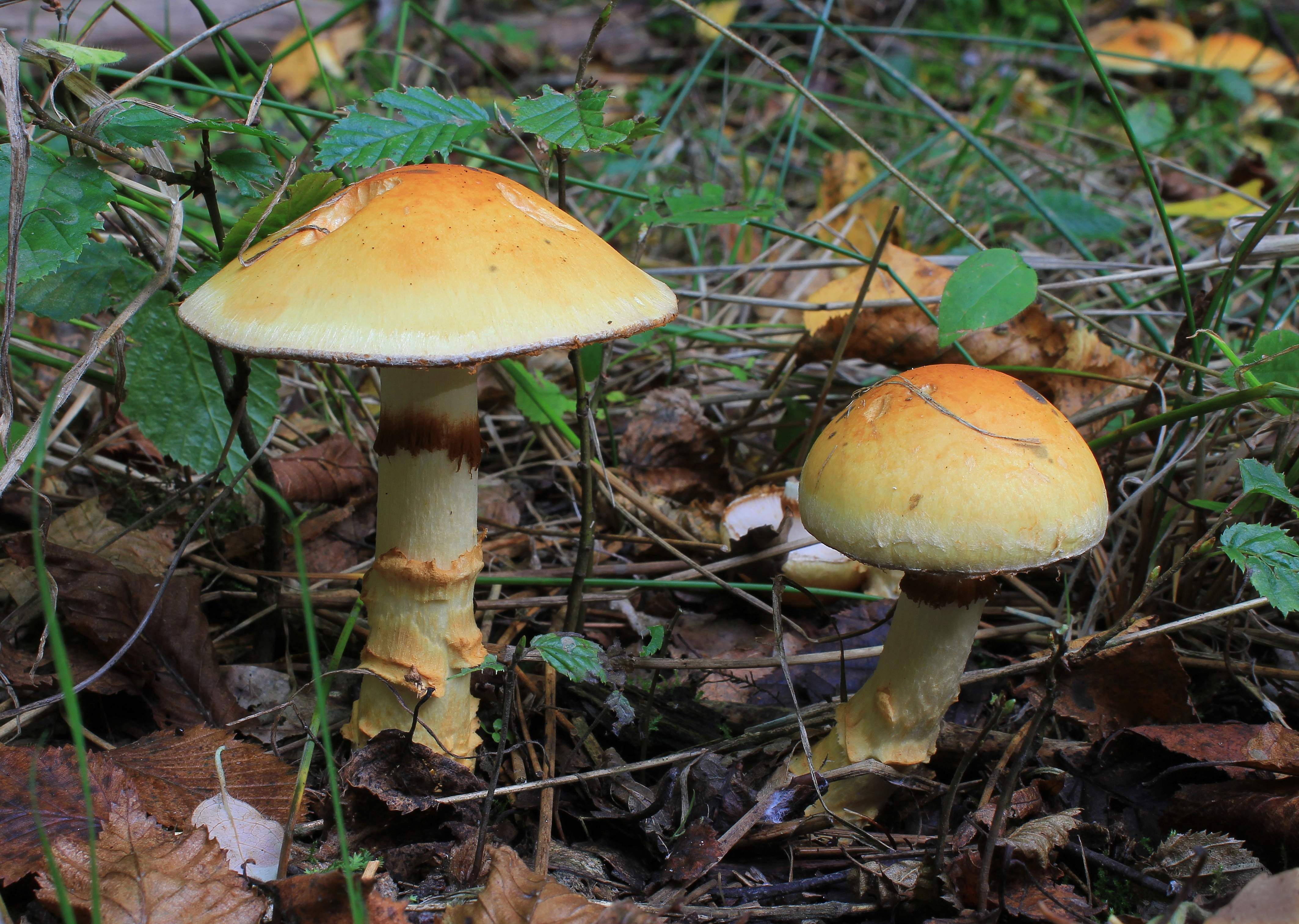
Cortinarius triumphans
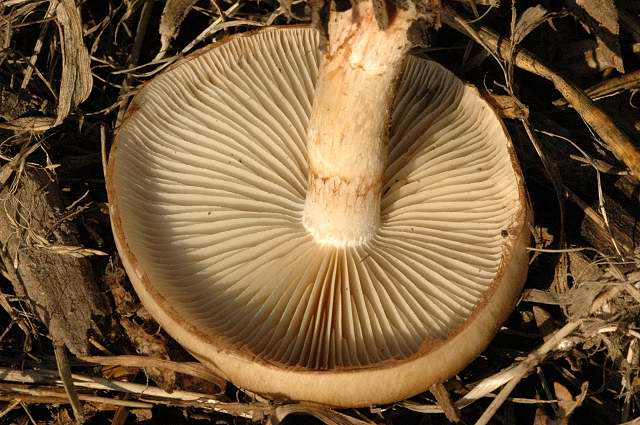
Cortinarius.turmalis

## Valorificare
Cortinarius odorifer este comestibil, având în un miros intens de anason. De aceea, specia este pentru unii de calitate mai scăzută, pentru alții una delicioasă. 
Dar dați atenție! Dacă nu se dă seama de mirosul tipic de anason, specia poate fi confundată foarte ușor între altele cu Cortinarius splendens, o ciupercă posibil letală.